# FH Kufstein
Die FH Kufstein Tirol – University of Applied Sciences, ist eine österreichische Fachhochschule in Kufstein  im Nordosten von Tirol. Die FH Kufstein Tirol ist eine öffentliche Institution des postsekundären Sektors, deren Erhalter die Fachhochschule Kufstein Tirol-Privatstiftung ist.

## Geschichte

Wahrzeichen der FH Kufstein

Im Juli 2005 passte Kufstein als erste Fachhochschule Tirols ihre Organisation an die neue Studienarchitektur gemäß Bologna-Prozess an – bei Abschluss der Studiengänge werden damit die akademischen Grade „Bachelor“ beziehungsweise „Master“ erworben.
2007 drohte die Akkreditierungsbehörde wegen Mängeln in der Lehre mit dem Entzug der Akkreditierung. Von 2009 bis 2014 bot die FH Kufstein ein Doktoratsstudium zum Dr. Sc. Admin zusammen mit der Universität Lettlands an. Nach der Zusammenarbeit das Doktorat von der Diploma Hochschule in Hessen, Deutschland weitergeführt.

## Auszeichnungen
- Österreichischer Bauherrenpreis 2001

## Zertifizierungen
Die FH Kufstein Tirol unterzog sich im Jahr 2010 einer institutionellen Evaluierung durch die AQ Austria, österreichische Qualitätssicherung.
Audit Hochschule und Familie
Die FH Kufstein Tirol erhielt das Prädikat, „familienfreundlich“ zu sein.
Die Weiterbildungsangebote erhielten das Ö-Cert-Qualitätssiegel.